# Voitures de banlieue Est
Les voitures de banlieue Est étaient des voitures de chemin de fer  françaises à bogies destinées au trafic de trains de banlieue. Conçues et opérées par  Compagnie des chemins de fer de l'Est puis par la SNCF, elles furent en service dans l'est parisien des années 1930 jusqu'en 1986 puis quelques années supplémentaires dans la région de Nancy jusqu'à leur réforme en 1991.

## Description
Ces voitures à la vitesse maximale de 120 km/h présentent une certaine ressemblance avec les voitures Nord-PLM.
On distingue :
- une première série de 120 voitures de type lourd, à bogies S1D, livrées de 1932 à 1933 ;
- une deuxième série de 170 voitures de type allégé, à bogies Ss1D, livrées de 1937 à 1939.

Les voitures ont deux ou trois plateformes situées entre les salles et accessibles par des portes à deux vantaux.

## Voitures lourdes
Les voitures lourdes, longues de 22,570 m hors tampons, se répartissent selon les diagrammes suivants :
- voitures à deux plateformes :
  - 12 A ;
  - 24 B ;
- voitures à trois plateformes :
  - 60 C,
  - 24 CD mixtes fourgon.

## Voitures allégées
Les voitures allégées, à deux plateformes d'accès, se répartissent selon les diagrammes suivants :
- 29 AB ;
- 9 ABC (trois classes) ;
- 85 C ;
- 47 CD mixtes fourgon.

Caractéristiques :
- longueur : 21,9 m ;
- tare : 51,5 t.

## Histoire
Conçues par M. Forestier, responsable des études des voitures et wagons de la Compagnie des chemins de fer de l'Est, elles passent sous le giron de la SNCF lors de la création de celle-ci en 1938 par fusion des grandes compagnies ferroviaires. 
En 1958 et 1959, la série est équipée pour la réversibilité vapeur par transformation de 13 BD (anciennes CD) lourdes en BDx. 
En 1976 et 1977, les voitures sont équipées de toilettes.
Elle disparaissent de la banlieue parisienne en 1986, cédant la place aux Voiture de banlieue à deux niveaux (VB2N) aux heures de pointe, les  rames inox de banlieue (RIB) assurant le trafic aux heures creuses ainsi que les dessertes peu chargées. Certaines voitures termineront leur carrière à Nancy où elles seront réformées en 1991.

## Préservation

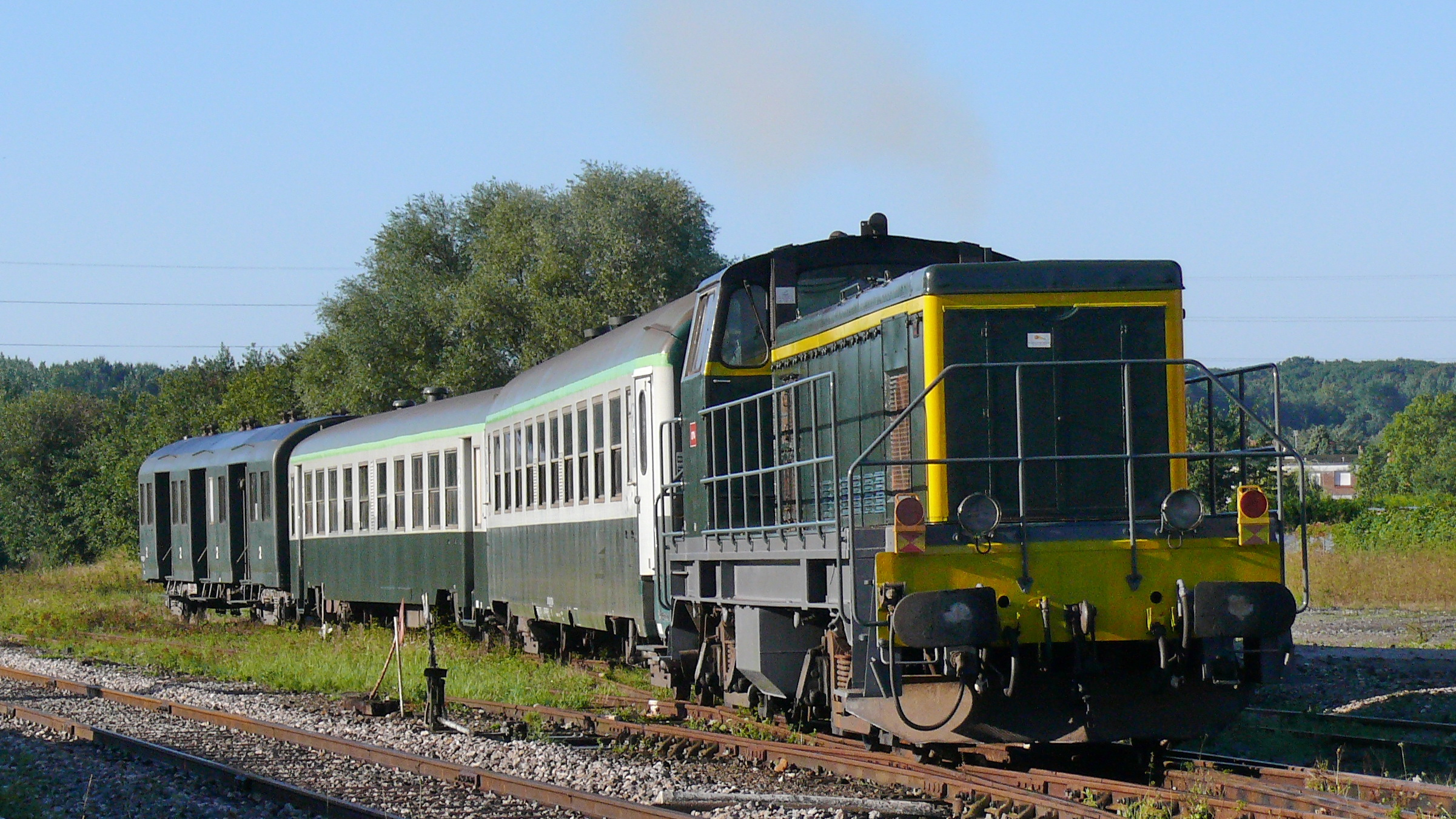
Une voiture C de 1932 à trois portes par face derrière une voiture USI et une UIC sur le Chemin de fer touristique de la vallée de l'Aa.

La Bz 50 87 22-07 733-8 est préservée à la Cité du train.
Une rame de cinq voitures, propriété de la SNCF (Az 50 87 12 07 638-1, BD 50 87 82-07 288-0, BD 50 87 82-07 280-7, A 50 87 12-07 622-5 et B 50 87 22-07 711-4) a été confiée à l'association T2SB (Train Touristique Sarreguemines Bitche) où elle a été acheminée en octobre 2023,. Quatre de ces voitures proviennent d'une rame de cinq classées monument historique depuis 1990 ; la rame avait été utilisée par le Chemin de fer touristique du Rhin entre 1992 et 1997.
Le Chemin de fer touristique de la vallée de l'Aa possède deux voitures : la Az 50 87 12 07 651-4 et une voiture-pilote. Une autre voiture-pilote utilisée par les Houillères de Lorraine (HBL) est conservée en livrée jaune à Petite-Rosselle tandis qu'une Az de (50 87 12-17 629-8 sert d'office de tourisme à Longuyon.

## Au cinéma
Par erreur, il a été écrit qu'elles tenaient la vedette dans le film d'Yves Robert, Bébert et l'Omnibus (1963) ; en fait, les voitures de banlieue Est ne dépassaient pas les gares de Meaux et de Tournan, sauf incident, étant indicées « k » (absence de sanitaires), ce qui provoquait des réclamations. Ce sont des voitures Romilly qui apparaissent dans le film.